# Шніпек
Шніпек (ісп. Xnipec, вимова мая: [ʃni'pek]; означає «собачий ніс»)  — гострий сирий овочевий соус, що вживається на півострові Юкатан, приготовлений з перцю хабанеро, фіолетової цибулі, соку гіркого апельсину, і солі. Іноді також використовують орегано, оцет, лавровий лист, коріандр чи перець . Якщо використовується солодкий апельсин, можна додати лимонний сік, щоб підкислити його; якщо використовується кислий апельсин, у цьому немає потреби.
У побуті його також називають юкатанським соусом (salsa yucateca) или маринованным луком (cebollas encurtidas) . Оскільки майнсько-іспанська транслітерація не стандартизована, способи написання є різними; інші поширені варіанти написання — ixnipec, xnepec, xni'pek, ni'peek, x-ni-pec, xnepek тощо, де peek означає «собака», а ni означає «ніс».
Він схожий на інший дуже популярний у Мексиці соус - сальсу, піко де галло, і поширений у кухні півострова, де його регулярно використовують для супроводу різних типових страв, включаючи чоколомо, сальпікон, пок чук та тікін шик . Це традиційне доповнення до свинини кочиніта пибіль, а також к панучосу.
Чилі хабанеро вважається одним з найгостріших за шкалою Сковілла, хоча кількість перцю чилі, що додається, — за смаком. Через те, що страва настільки гостра, будь-кого, хто наважиться її спробувати, попереджають, що її ніс потітиме, як у собаки, звідси і його назва.